# Nogometni Klub Tolmin

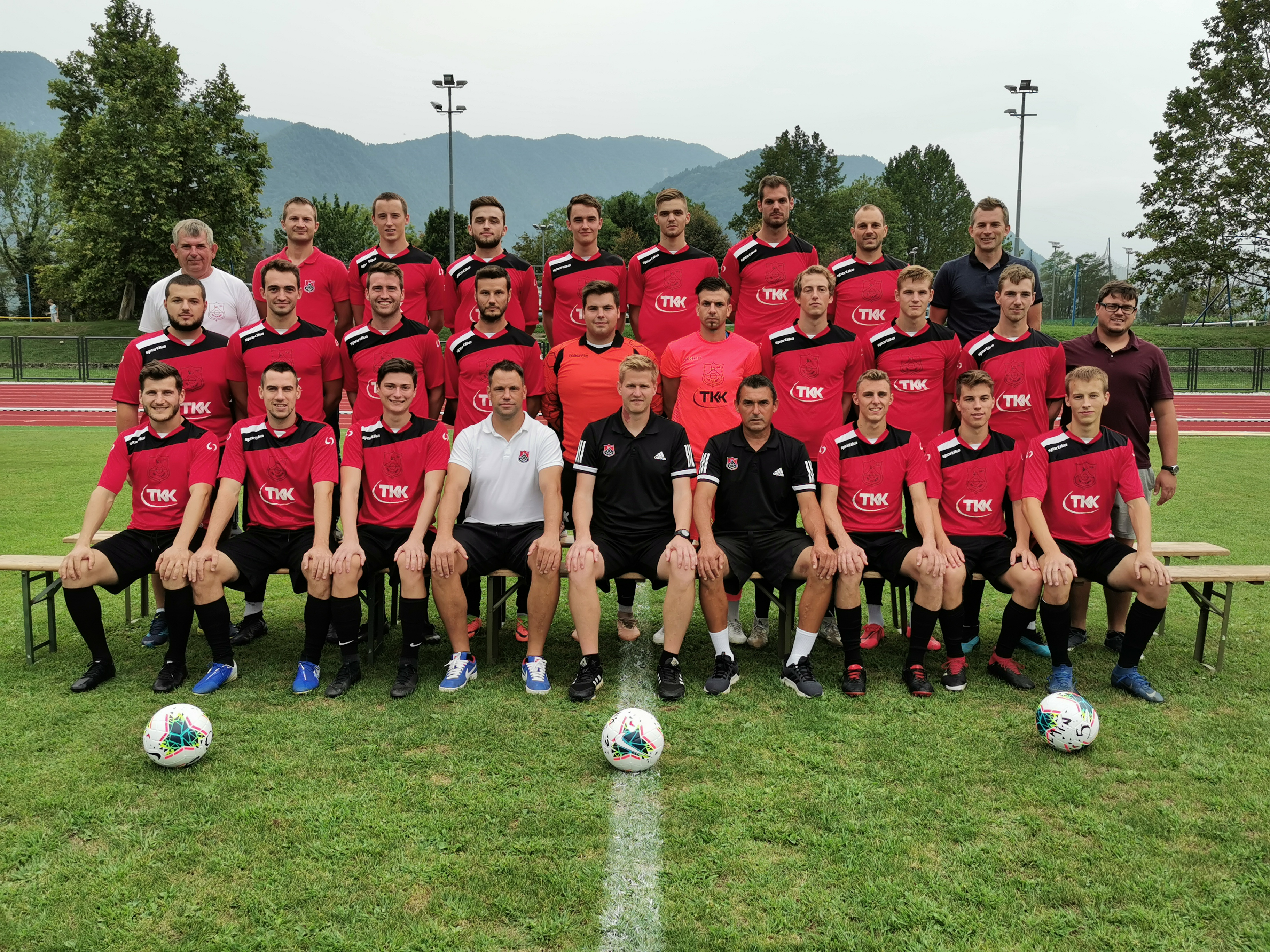
NK Tolmin 2019-2020

Il Nogometni klub Tolmin, noto come Tolmin, è una società calcistica slovena con sede a Tolmino, una località nella regione del Goriziano.
Nella stagione 2023-24 milita nella seconda divisione slovena.

## Storia
Il club viene fondato nel 1921.
In passato, la squadra di calcio si esibisce con nomi diversi ed all'interno di diverse associazioni. Nel 1947, il Nogometno društvo Tolmin viene ribattezzato Fizkulturno društvo Tolmin, nel 1952 entra a far parte del Telovadno društvo Partizan e nel 1971 la squadra di calcio diviene indipendente.
Dall'indipendenza della Slovenia, il club occasionalmente porta i nomi dei principali sponsor. Il NK Tolmin è conosciuto come NK Avtoprevoz Tolmin, NK PSC Tolmin, ed attualmente gioca sotto il nome di NK TKK Tolmin, mentre le selezioni più giovani del club giocano sotto il nome di Nogometna šola Hidria Tolmin ("Scuola calcio Hidria Tolmin").
Il NK Tolmin ottiene i suoi più grandi successi nelle stagioni 2013-14 e 2022-23, quando vince il titolo di campione nella 3. SNL Ovest e di conseguenza si qualifica per la 2. SNL. Inoltre, il NK Tolmin vince anche 3 tre coppe della MNZ Nova Gorica.

## Stadio
Lo Športni park Brajda (Parco sportivo Brajda) è uno impianto polisportivo, infatti, oltre al calcio, il campo ha anche una funzione atletica, in quanto è presente una pista di atletica e altri dispositivi sportivi, come ad esempio per il salto in lungo. Il parco si trova vicino al confine della città e dispone anche di un parco giochi ausiliario più piccolo. Non c'è una tribuna interna (i posti a sedere sono solo 238), ma ha un terrapieno lungo entrambi i lati lunghi, da cui è possibile assistere alla partita (per un totale di 3000 posti).

## Palmarès
- Primorska liga: 1959-60; 2001-02; 2006-07
- Sottofederazione di Nova Gorizia: 1961-62; 1965-66
- MNZ Nova Gorica: 1975-76
- Medobčinska liga Ajdovščina-Idrija: 1990-91
- 3. SNL Ovest: 2013-14; 2022-23
- Kup MNZ Nova Gorica: 2003-04; 2004-05; 2008-09

## Giocatori
- Tim Lo Duca
- Alessio Codromaz
- Dejan Marijanovič
- Vasja Simčič
- Jaka Kolenc
- Nejc Kolman
- Roy Rudonja
- Kevin Kauber
- Bede Amarachi Osuji
- Saša Kolman
- Danijel Šturm
- Kegan Caull